# Dušan Kéketi
Dušan Kéketi (Pozsony,  1951. március 24. –) Európa-bajnoki bronzérmes csehszlovák válogatott szlovák labdarúgó, kapus.

## Pályafutása

### Klubcsapatban
A Spoje Bratislava csapatában kezdte a labdarúgást. 1967 és 1969 között a ČH Bratislava ifjúsági játékosa volt. 1969 és 1983 között egy idényt kivéve a Spartak Trnava játékosa volt. Az 1976–77-es idényben a Dukla Banská Bystrica csapatában szerepelt. 1983-ban az osztrák Austria Klagenfurt csapatához szerződött. 1986-ban itt fejezte be az aktív labdarúgást.

### A válogatottban
1973 és 1980 között hétalkalommal szerepelt a csehszlovák válogatottban. Tagja volt az 1980-as Európa-bajnoki bronzérmes csapatnak.

## Sikerei, díjai
Csehszlovákia
- Európa-bajnokság
  - bronzérmes: 1980, Olaszország

 Spartak Trnava
- Csehszlovák bajnokság
  - bajnok: 1970–71, 1971–72, 1972–73
  - 2.: 1969–70
- Csehszlovák kupa
  - győztes: 1971, 1975